# Illa Somerset
|  | Aquest article tracta sobre una illa del Canadà. Vegeu-ne altres significats a «Illa Somerset (Bermudes)». |

L'illa Somerset (en anglès Somerset Island) és una de les illes àrtiques del Canadà, situada al capdamunt de la península de Boothia, de la qual la separa l'estret de Bellot, de tan sols 2 km d'amplada, a la regió de Qikiqtaaluk (Nunavut). Amb una extensió de 24.786 km² és la 46a illa més gran del món i la dotzena del Canadà. Està deshabitada.

## Història
Pels volts de l'any 1000, la costa nord de l'illa Somerset estaba poblada pels thules, com ho testimonien els ossos de balena, els túnels i les ruïnes de pedra que s'hi han trobat.
William Edward Parry fou el primer europeu a veure l'illa el 1819. A finals de 1848 James Clark Ross, al capdavant de dos vaixells, va ancorar a Port Leopold, a la costa nord-oriental, per passar-hi l'hivern. A l'abril de l'any següent va iniciar una expedició d'exploració de l'illa amb trineus.
El 1937, la Companyia de la Badia de Hudson va establir un establiment comercial a Fort Ross, a l'extrem sud-oriental de l'illa. Només havien passat onze anys quan Fort Ross fou abandonat a causa de les severes condicions climatològiques i la dificultat per accedir-hi, que feien que no fos rendible mantenir-lo operatiu. Així, l'illa va romandre deshabitada. L'antic magatzem i la casa del capatàs encara s'usen com a refugis pels caçadors inuits de caribús procedents de Taloyoak o Talurjuaq (abans Spence Bay), a la península de Boothia.

## Turisme
A causa de les ruïnes dels primers pobladors, la vida salvatge i el seu fàcil accés des del port de Resolute o Qausuittuq, al sud de l'illa veïna de Cornwallis, la costa septentrional de l'illa Somerset ha esdevingut una destinació turística popular.